# Rocket Lab
Rocket Lab – amerykańskie przedsiębiorstwo z przemysłu kosmicznego założone w 2006 r. w Nowej Zelandii przez Petera Becka. Od 2013 r. główna siedziba firmy mieści się w Kalifornii w Stanach Zjednoczonych. W 2009 roku firma opracowała rakietę suborbitalną o nazwie Ātea, a w 2016 roku przeprowadziła pierwsze udane testy lekkiej rakiety orbitalnej o nazwie Electron. Od 2018 roku Rocket Lab jest dostawcą małych satelitów (w tym CubeSat) na orbitę okołoziemską.
W marcu 2021 roku Rocket Lab ogłosiło pracę nad nową rakietą wielostopniową o nazwie Neutron, zdolną do dostarczenia 8 ton ładunku na niską orbitę okołoziemską.
Od sierpnia 2021 roku spółka notowana jest na amerykańskiej giełdzie NASDAQ.